# Primeira Liga 2009-10
La Primeira Liga 2009/10 (también llamada Liga Sagres por motivos comerciales) comenzó el 16 de agosto de 2009 y terminó el 9 de mayo de 2010 con la victoria del equipo SL Benfica por trigésima segunda vez en su historia. Este campeonato estuvo marcado por decisiones polémicas y controversias de la comisión disciplinaria de la Liga que se llama el "caso del túnel de la Luz", ilícita y castigar severamente a los atletas del Sporting Clube de Braga y FC Porto, y después de este, decisión derogada y anulada por los cuerpos de FPF.

## Clasificación
| Pos. | Equipo               | PJ | PG | PE | PP | GF | GC | Dif | Pts. |
| ---- | -------------------- | -- | -- | -- | -- | -- | -- | --- | ---- |
| 1.   | Benfica              | 30 | 24 | 4  | 2  | 78 | 20 | +58 | 76   |
| 2.   | Sporting Braga       | 30 | 22 | 5  | 3  | 48 | 20 | +28 | 71   |
| 3.   | Porto                | 30 | 21 | 5  | 4  | 70 | 26 | +44 | 68   |
| 4.   | Sporting de Portugal | 30 | 13 | 9  | 8  | 42 | 26 | +16 | 48   |
| 5.   | Marítimo             | 30 | 11 | 8  | 11 | 42 | 43 | -1  | 41   |
| 6.   | Vitória de Guimarães | 30 | 11 | 8  | 11 | 31 | 34 | -3  | 41   |
| 7.   | Nacional             | 30 | 10 | 9  | 11 | 36 | 46 | -10 | 39   |
| 8.   | Naval 1º Maio        | 30 | 10 | 6  | 14 | 20 | 35 | -15 | 36   |
| 9.   | Paços de Ferreira    | 30 | 8  | 11 | 11 | 32 | 37 | -5  | 35   |
| 10.  | União Leiria         | 30 | 9  | 8  | 13 | 35 | 41 | -6  | 35   |
| 11.  | Académica de Coimbra | 30 | 8  | 9  | 13 | 37 | 42 | -5  | 33   |
| 12.  | Rio Ave              | 30 | 6  | 13 | 11 | 22 | 33 | -11 | 31   |
| 13.  | Olhanense            | 30 | 5  | 14 | 11 | 31 | 46 | -15 | 29   |
| 14.  | Vitória Setúbal      | 30 | 5  | 10 | 15 | 29 | 57 | -28 | 25   |
| 15.  | Os Belenenses        | 30 | 4  | 11 | 15 | 23 | 44 | -21 | 23   |
| 16.  | Leixões              | 30 | 5  | 6  | 19 | 25 | 51 | -26 | 21   |

|  | Fase de grupos de la Liga de Campeones de la UEFA       |
|  | Tercera ronda previa de la Liga de Campeones de la UEFA |
|  | Cuarta ronda previa de la UEFA Europa League            |
|  | Tercera ronda previa de la UEFA Europa League           |
|  | Segunda ronda previa de la UEFA Europa League           |
|  | Descenso a la Liga de Honra                             |

## Campeón
|                            |
| Campeón Benfica 32° título |

## Máximos goleadores
| Óscar Cardozo | Benfica  | 26 |
| Falcao García | Porto    | 25 |
| Liédson       | Sporting | 13 |

## Máximos asistentes
| Pos. | Jugador            | Club    | Asistencias |
| ---- | ------------------ | ------- | ----------- |
| 1    | Ángel Di María     | Benfica | 11          |
| 2    | Fernando Belluschi | Porto   | 8           |
| 2    | Pablo Aimar        | Benfica | 8           |
| 2    | Fábio Coentrão     | Benfica | 8           |

## Premios
- Futbolista del año en la liga:  David Luiz
- Futbolista revelación del año:  Fábio Coentrão
- Entrenador del año:  Jorge Jesus
- Entrenador revelación del año:  André Villas-Boas